# Susanne Gunnarsson
Susanne Gunnarsson (Örebro, Örebro, 8 de setembro de 1963) é uma ex-velocista sueca na modalidade de canoagem.

## Carreira
Foi vencedora da medalha de Ouro em K-2 500 m em Atlanta 1996.
Foi vencedora das medalhas de Prata em K-4 500 m e K-2 500 m em Los Angeles 1984 e em Barcelona 1992, respetivamente.